# Narea y Tapia
Narea & Tapia, también presentados como Los Prisioneros: Narea & Tapia, fue una banda de rock chileno formado por Claudio Narea (vocalista y guitarrista) y Miguel Tapia (vocalista y baterista), ambos exintegrantes de la banda Los Prisioneros.

## Historia
Tras su salida de Los Prisioneros en 2003, el guitarrista Claudio Narea retomó su carrera solista, lanzando en 2006 el disco El largo camino al éxito. Ese mismo año, el grupo Los Prisioneros se disolvió. A fines de 2008, Narea estaba terminando de escribir su autobiografía Mi vida como prisionero, cuando retomó el contacto con el exbaterista de Los Prisioneros, Miguel Tapia, con quien no tenía relación desde 2003. El 11 de enero de 2009, durante el cierre de su actuación en La Cumbre del Rock Chileno II, Narea invitó sorpresivamente a Tapia al escenario y juntos tocaron un medley de las dos canciones más populares compuestas por ellos para su antigua banda: «¿Quién mató a Marilyn?» (Tapia) y «Lo estamos pasando muy bien» (Narea).
A partir de entonces, Narea y Tapia comenzaron a presentarse en vivo junto a Los Indicados, la banda de apoyo de Narea en su carrera solista. Durante 2010 grabaron tres canciones: «No me ves», «Legitimar» y «Fiesta nuclear». Esta última había sido compuesta para el disco Los Prisioneros de 2003, pero quedó fuera. Las canciones fueron publicadas para su descarga gratuita en el sitio web del dúo en diciembre de ese año.
Entre 2014 y 2015 el dúo tenía planeado grabar un disco, pero la idea no prosperó debido a diferencias musicales y ambos decidieron enfocarse en sus respectivos proyectos solistas. Sin embargo, continuaron tocando en vivo hasta febrero de 2020, cuando la pandemia de COVID-19 obligó a cesar los shows en directo.
En mayo de 2021, durante una entrevista concedida por el dúo, Miguel Tapia dejó entrever la posibilidad de retirarse de los escenarios.
El 17 de octubre de 2021, en conversación con el diario La Tercera, Claudio Narea se refirió a una de las causantes que propiciaron la decisión de terminar con el dúo, siendo la declaración de Tapia en la que indicaba que quería “alejarse de la música y colgar las baquetas” un puntapié inicial del quiebre. Asimismo, otro punto de conflicto fue la negociación del baterista para la serie Los Prisioneros, estrenada en Movistar TV. “Yo esperaba solucionar los temas con él, pero el discurso prisionero es incoherente si hay chanchullos por debajo. Él inscribió la marca Los Prisioneros en los 80, pero ahora la ha usado para su propio beneficio. No sé si es venta, seción o arriendo, pero llegó a un acuerdo en solitario para que contarán nuestra historia, que es la de Jorge, Claudio y Miguel. Y cobra él no más, pero los ingresos deben ser para todos. Era insólito que hicieran una serie sobre la banda y le pagaran solo a Miguel, más allá de que la marca efectivamente la inscribió él. Es inconsecuente ir con el discurso prisionero durante el estallido social y quedarse con toda la plata. En todo caso no tengo nada contra la nueva serie y tampoco es que con Miguel hayamos peleado ni discutido en mala, sino que simplemente cada quien toma sus decisiones. Pero no tiene sentido hacer ningún concierto más con él, porque solo ve su interés personal y no puedo tocar con alguien así. Narea y Tapia no van nunca más” sentenció Narea.
Tapia, por su parte, dijo el 24 de marzo de 2023 en una entrevista en La Tercera: “Nos separamos y me dediqué a hacer algo así como un retiro, me aislé un poquito, aprovechando la pandemia también. Tuvimos diferencias importantes de opinión con Claudio, siempre las hemos tenido, y esa vez se concretaron y decidimos separar nuestros caminos”.

## Integrantes
- Claudio Narea
- Miguel Tapia

### Apoyos
- Ricardo Carrasco (Batería y coros)
- Jorge Dureaux - (Bajo y coros)
- Mia Matus - (Segunda Guitarra y coros)

### Exintegrantes
- Sergio "Coti" Badilla - (Teclados)
- Felipe "Pipeño" Navarro - (Segunda Guitarra)